# Övre Ögsäertjärnen
Övre Ögsäertjärnen är en sjö i Malung-Sälens kommun i Dalarna och ingår i Dalälvens huvudavrinningsområde.